# Grípia
|  | Per a altres significats, vegeu «menjadora». |

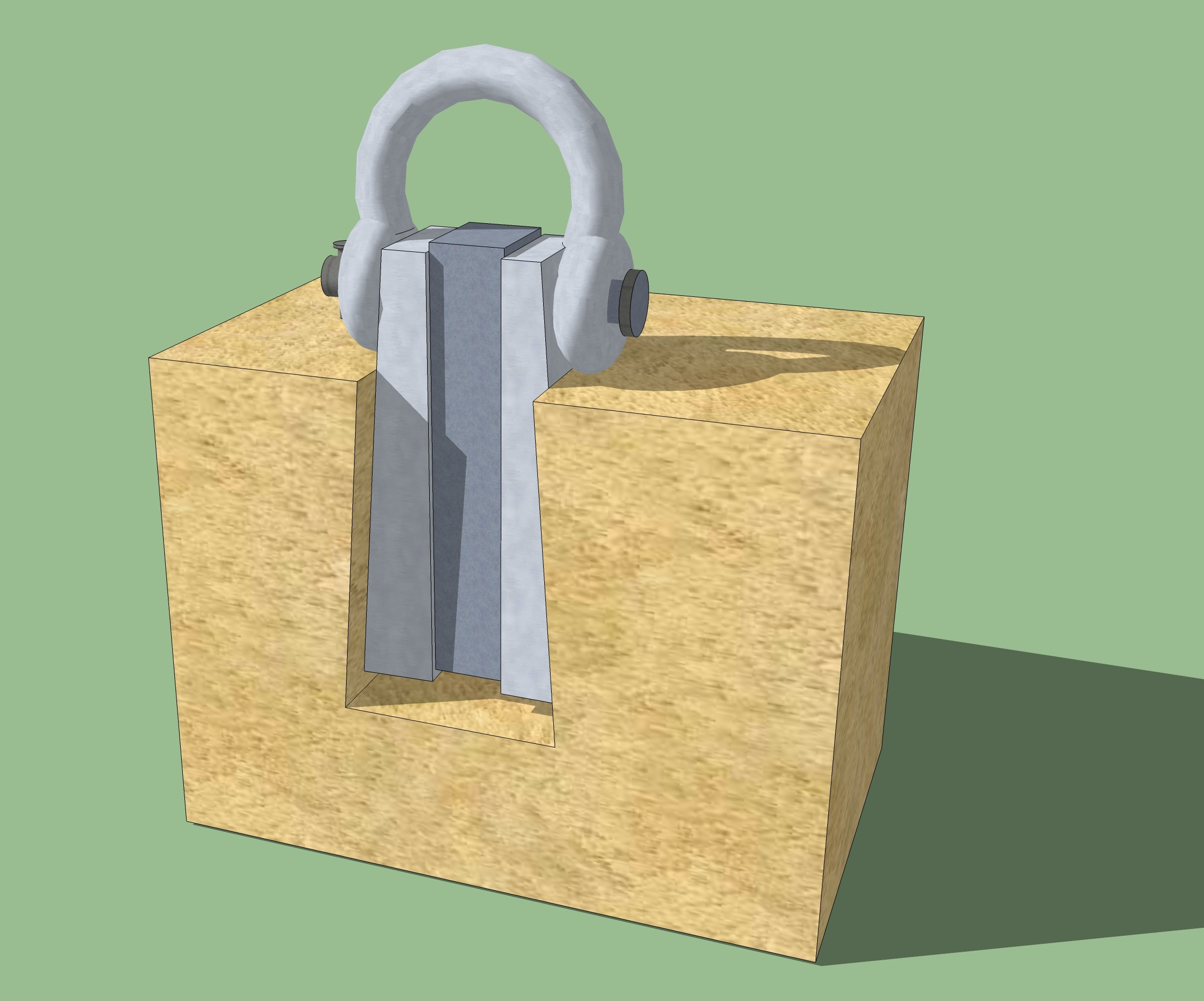
Esquema d'una grípia.

Una grípia o castanyolaés una eina que serveix per a moure carreus mitjançant una grua, un cop introduïdes les peces que componen la grípia en un forat tallat expressament al carreu (anomenat "caixa de grípia"). El nom prové del germànic "kripia". Hi ha tres peces en forma de tascons que poden introduir-se en la caixa de grípia per separat i que poden assegurar-se mitjançant un fiador o passador. Quan es tiba la cadena o corda per a aixecar el carreu amb la grua, el conjunt forma un ancoratge molt segur. A més, el centrat perfecte assegura un equilibri de tot el conjunt. Els fissurers emprats en escalada utilitzen un sistema semblant al de les grípies. Els romans de l'època clàssica usaren les grípies en moltes construccions. Molts carreus encara conserven les caixes de grípia originals.